# تجکجه

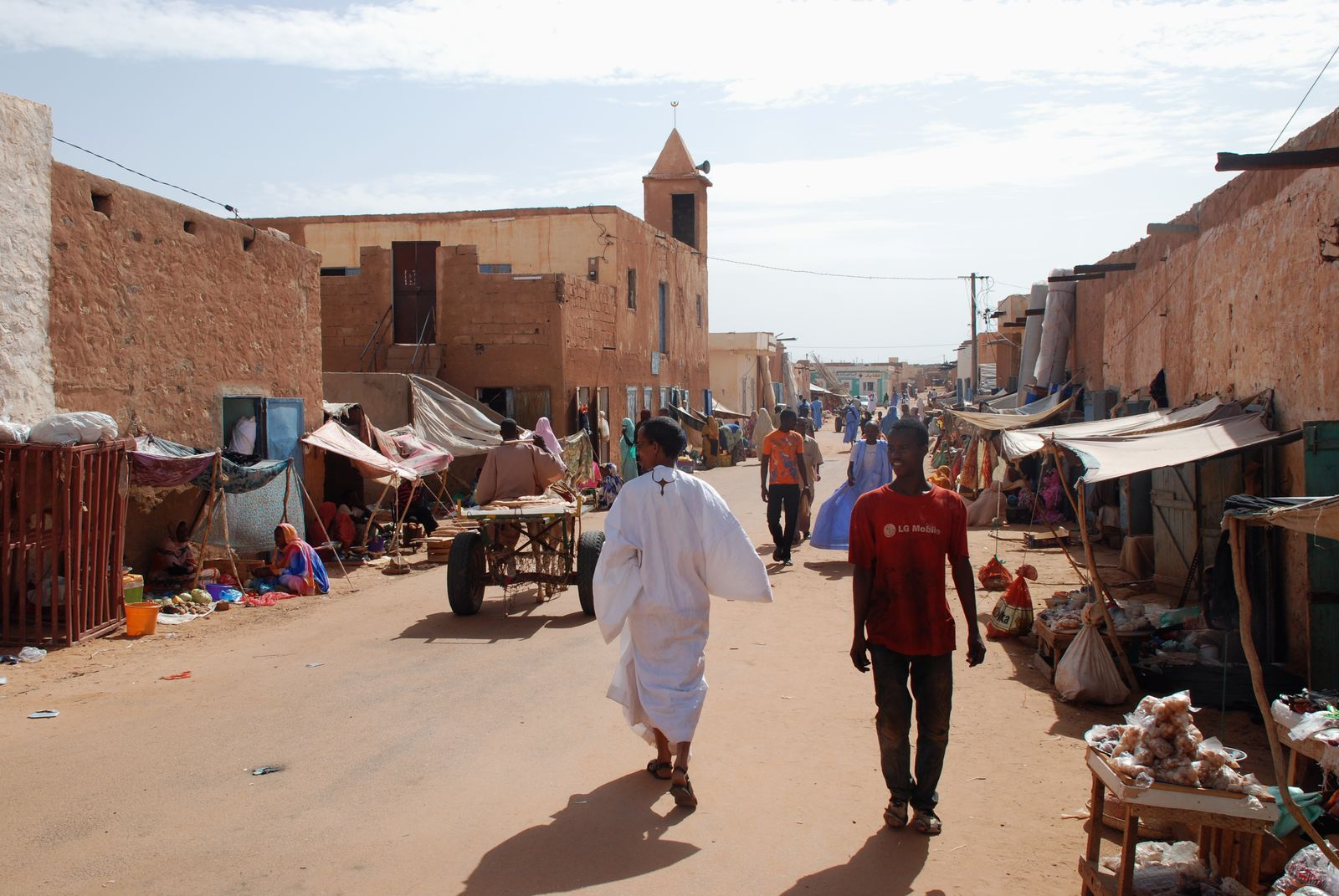
منطقه شهری تجکجه

تجکجه (به عربی: تجکجة) شهری در موریتانی و مرکز استان تگانت است. تجکجه ۱۰٬۹۰۶ نفر جمعیت دارد.